# Matin Bonheur
Pour les articles homonymes, voir Matin Bonheur (Cote-d'Ivoire).
 (décembre 2008).
Si vous disposez d'ouvrages ou d'articles de référence ou si vous connaissez des sites web de qualité traitant du thème abordé ici, merci de compléter l'article en donnant les références utiles à sa vérifiabilité et en les liant à la section « Notes et références ».
Matin Bonheur est une émission de télévision française matinale créée par Monique Cara en 1987 et diffusée du 13 avril 1987 au 20 décembre 1996 de 9h20 à 11h20 sur Antenne 2, puis France 2. Elle a été présentée successivement par Virginia Crespeau, Thierry Beccaro, Michel La Rosa, Lionel Cassan et Olivier Minne.

## Historique
- 1987 : Création de Matin Bonheur par Monique Cara
- 1990 : Thierry Beccaro quitte l'émission.
- 1996 : Olivier Minne décide d'arrêter l'émission qui sera remplacée par Les Beaux Matins jusqu'en 1998.

## Description
L'émission a été inspirée par le succès de Télématin.
Chaque matin, l'animateur et son équipe, composée de quelques chroniqueurs, proposent leurs rubriques habituelles autour d'un invité célèbre tout en débriefant l'actualité et présentant quelques reportages.

## Rubriques
Plusieurs rubriques sont proposées tout au long de l'émission : 
- la chronique « médias » de Sophie d’Aulun,
- la culture avec Éric Portais,
- l’astrologie et le tarot de Didier Colin,
- la gymnastique en compagnie de Florence Attali,
- chronique jardin et bien être de Philippe Collignon,
- la santé selon Sylvie Fabre, la rubrique « Anniversaires » de Krista Leuck,
- la chronique vidéos avec Jean-Marc Laurent ,
- les animaux de Petra Nussbaum,
- les tests d’Hélène Lacore Kamm,
- le droit de la consommation avec Roland Perez,
- les enfants d’Anne Brossard,
- la mode et le savoir-vivre selon Sophie Porteil,
- l’histoire avec Édouard Carlier,
- les gadgets et potins de stars de Valérie Maurice,
- les associations et jeunes talents de Jean-Claude Darrigaud,
- le jardin avec Didier Panet, le bricolage avec Isabelle Louet,
- le tourisme avec Jean-Marc Cara et la cuisine d’E.Carlier,
- le sport avec Rémi Castillo.